# تیم داوسون
تیم داوسون(به انگلیسی: Tim Dawson) یک نویسنده نمایشنامه های رادیویی و تلویزیونی بریتانیایی است.او خالق و نویسنده بی بی سی سه بود که طنز تلویزیونی کامینگ اف ایج (۲۰۰۷-۲۰۱۱) که در سال ۲۰۰۷ قرار بود برای سه سری پخش ود را نوشت.او این طنز را در زمان نوجوانی نوشت.او همچنین طنزهای دو پیمانه نیم لیتری از ابجو کم الکل و یک بسته چیپس را نوشته است.